# Danau Sentarum nationalpark
Danau Sentarum nationalpark är en nationalpark på Borneo i provinsen Kalimantan Barat i Indonesien. Den ligger i Borneos centrala del och parkens norra gräns ligger bara 4 km söder om statsgränsen till Malaysia. Nationalparken inrättades 1999 men före 2006 fanns naturskyddsområdet bara på pappret.
Nationalparken är cirka 132 000 hektar stor och den utgörs av ett lågland med särskild många insjöar som ofta är sammanlänkade med varandra. Den största sjön är Danau Sentarum som gav parken sitt namn. Landskapet kännetecknas av fuktiga skogar med dipterokarpväxter och av träskmarker. Från sjösystemet kommer de flesta sötvattenfiskar som säljs i provinsen. Andra viktiga produkter är honung från vilda bin och trä för byggbranschen.
I nationalparken registrerades 143 olika däggdjursarter varav 29 är endemiska för Borneo. Dessutom dokumenterades 282 fågelarter, 212 fiskarter, 29 kräldjursarter samt ungefär 500 växtarter, inklusive mer än 150 olika orkidéer. Antagligen lever flera organismer i nationalparken som hittills saknar vetenskaplig beskrivning.
Regionens natur hotas av illegala skogsavverkningar och av utfiskning. Hoten blir inte märkbar mindre på grund av oklara ansvarsområden mellan nationalparkförvaltningen och regionala myndigheter. På andra sidan gränsen i Malaysia finns världens största odling av oljepalmer.